# Saint-André-le-Bouchoux

Saint-André-le-Bouchoux este o comună în departamentul Ain din estul Franței.